# Филип Младеновић
Филип Младеновић (Чачак, 15. август 1991) је српски фудбалер који игра на позицији левог бека. Тренутно је играч Панатинаикоса.

## Клупска каријера
Прве фудбалске кораке начинио у млађим категоријама чачанског Борца, да би за сениорски тим дебитовао у сезони 2010/11. Већ наредне јесени је играма на позицији левог бека привукао пажњу многих клубова, а највише Црвене звезде и Партизана.
Тренер "црвено-белих" Роберт Просинечки инсистирао је на његовом довођењу, па је већ првог дана зимског прелазног рока у децембру 2012. потписао четворогодишњи уговор са Црвеном звездом. У сезони 2011/12. изабран је у тим идеалних 11 играча домаћег првенства.
У августу 2013. "црвено-бели" су имали понуду да продају Младеновића француском Евијану за 700.000 евра и 20 одсто од следећег трансфера, али није дошло до договора. Почетком јануара 2014. у арбитражном спору добио је раскид уговора са Црвеном звездом, а након што му је пропао трансфер у Легију из Гдањска, где је прошао лекарске прегледе, у фебруару 2014. потписао је трогодишњи уговор са прваком Белорусије БАТЕ Борисовом.
Након сјајних игара у дресу БАТЕ Борисова у групној фази Лиге шампиона (6 мечева, 2 гола) враћа се на велику сцену и у јануару 2016. потписује уговор са немачким бундеслигашем Келном. Крајем децембра 2016. напустио је Келн и каријеру наставио у Стандарду из Лијежа. У Белгију је стигао на позив српског тренера Александра Јанковића, потписавши уговор до лета 2021. Одласком тренера Јанковића променио му се статус а код новог тренера Рикарда Са Пинта (који је са Младеновићем сарађивао и у Црвеној звезди) није успео да се избори са место у тиму. Крајем јануара 2018. прелази у пољску Лехију.

## Репрезентативна каријера
За репрезентацију Србије дебитовао је 31. маја 2012. године на пријатељском сусрету против Француске (0:2) у Ремсу.

## Трофеји

### Клупски
Црвена звезда
- Куп Србије (1): 2012.

БАТЕ Борисов
- Првенство Белорусије (2): 2014, 2015.
- Куп Белорусије (1): 2015.
- Суперкуп Белорусије (1) : 2014.

Лехија
- Куп Пољске (1): 2019.
- Суперкуп Пољске (1): 2019.

Легија Варшава
- Екстракласа (1): 2020/21.
- Куп Пољске (1): 2022/23.

### Појединачни
- Идеални тим сезоне Суперлиге Србије (1) : 2011/12.